# Dasysternum glaux
Dasysternum glaux là một loài bướm đêm trong họ Noctuidae.